# Клевер сходный
Кле́вер схо́дный (лат. Trifolium ambiguum) — многолетнее травянистое растение, вид рода Клевер (Trifolium) трибы Клеверные (Trifolieae) подсемейства Мотыльковых (Faboideae) семейства Бобовых (Fabaceae). Ценное кормовое и нетребовательное к почве растение.

## Ботаническое описание
Корень прямой, стержневой, деревянистый. Стебли довольно часто укороченные, редко ветвятся, высота стебля 8—60 см.
Листья преимущественно прикорневые, прилистники ланцетной формы, края широко-плёнчатые. Черешки голые, у нижних листьев более длинные, 3—20 см в длину, у верхних более короткие. Листочки расположены на коротких курчаво-волосистых черешочках, ланцетной формы, голые, сверху находится стрелообразное пятно, боковые жилки многочисленные и хорошо заметны, длина 1—5 (7) см, ширина 0,8—3,5 см. Наибольшая ширина немного ниже середины листа.
Соцветие — головка, одиночные на концах стебля, реже могут располагаться по 2—3 на голых или слабо волосистых ребристых ножках. В начале цветения головки имеют шарообразную форму, позже изменяются в продолговато-яйцевидную. Длина соцветий 2,5—4 см, ширина 2—3 см, многоцветковые, сравнительно рыхлые. Цветки расположены в плёнчатых пазухах околоцветников линейно-шиловидной формы, при плодах отклоняющихся вниз. Околоцветники, как правило, голые, но иногда могут быть с немногочисленными волосками. Цветок составляет 1,2—1,6 см в длину. Чашечка длиной около 0,5 см, надрезана чуть меньше, чем наполовину, на зубцы, широко-ланцетной формы в основании и шиловидной формы на конце. Края бело-плёнчатые. Трубочка бледного цвета, жилки хорошо заметны, голая, лишь в верхней части слабо опушённая. Венчик белый, к концу цветения приобретает красноватый окрас.
Завязь сидячая, ланцетной формы, голая. Плод — боб, с одним или двумя семенами. Цветение длится с июня по июль. Плодоносит с июля по август.
Вид описан из Крыма. Тип в Санкт-Петербурге.

## Распространение и экология
Клевер сходный распространён в Иране, Ираке, Турции, Армении, Грузии, России (Чечня, Дагестан, Ингушетия, Кабардино-Балкария, Карачаево-Черкесия, Краснодарский край, Северная Осетия, Ставропольский край, Ростовская область), Молдавии, Украине, Румынии.
Растение с большой экологической амплитудой. Произрастает на лугах различной степени увлажнения, различных по богатству почвах, уровню моря и крутизне склонов. Благоприятно реагирует на орошение, выносит близкие грунтовые воды. Размножается семенами, корневыми отпрысками и укоренением прилегающих к почве стеблей.

## Значение и применение
На пастбище и в сене хорошо поедается всеми сельскохозяйственными животными. Даёт до 40—60 ц/га зелёной массы. Хорошо переносит выпас. На горных пастбищах способен заменить белый клевер (trifolium repens) или в других районах где он отсутствует или не растёт.
| фаза       | Воды (в %) | От абсолютного сухого вещества в % | От абсолютного сухого вещества в % | От абсолютного сухого вещества в % | От абсолютного сухого вещества в % | От абсолютного сухого вещества в % | Источник и район              |
| фаза       | Воды (в %) | золы                               | протеина                           | жира                               | клетчатки                          | БЭВ                                | Источник и район              |
| ---------- | ---------- | ---------------------------------- | ---------------------------------- | ---------------------------------- | ---------------------------------- | ---------------------------------- | ----------------------------- |
| Цветение   | 10,3       | 11,2                               | 21,5                               | 2,1                                | 29,5                               | 35,7                               | Котов и др. 1941, Украина     |
| Цветение   | 9,3        | 5,9                                | 18,1                               | 3,1                                | 33,3                               | 39,6                               | Котов и др. 1941, Украина     |
| Цветение   | 8,2        | 8,6                                | 21,8                               | 2,2                                | 23,3                               | 44,1                               | Векилова, 1947, Армения       |
| Цветение   | —          | 9,4                                | 22,5                               | 2,4                                | 19,6                               | 46,1                               | Магакьян,1934 Армения         |
| Отцветание | —          | 7,8                                | 16,3                               | 4,2                                | 28,0                               | 43,7                               | Магакьян,1934 Армения         |
| —          | —          | 8,4                                | 16,1                               | 3,7                                | 26,6                               | 45,2                               | Михеев, 1935, Северный Кавказ |
| —          | —          | 9,4                                | 19,1                               | 2,3                                | 23,8                               | 45,5                               | Гроссгейм, 1932, Закавказье   |

## Классификация
Вид Клевер сходный входит в род Клевер (Trifolium) трибу Клеверные (Trifolieae) подсемейство Мотыльковые (Faboideae) семейство Бобовые (Fabaceae).
|  |                          |  |                                                           |                                                           |                   |  | ещё 3 семейства (согласно Системе APG II) | ещё 3 семейства (согласно Системе APG II) |                          |  |  |  | ещё 27 триб        | ещё 27 триб |  |  |  |  | ещё около 300 видов | ещё около 300 видов |
|  |                          |  |                                                           |                                                           |                   |  | ещё 3 семейства (согласно Системе APG II) | ещё 3 семейства (согласно Системе APG II) |                          |  |  |  | ещё 27 триб        | ещё 27 триб |  |  |  |  | ещё около 300 видов | ещё около 300 видов |
|  |                          |  |                                                           | порядок Бобовоцветные                                     |                   |  |                                           |                                           | подсемейство Мотыльковые |  |  |  |                    | род Клевер  |  |  |  |  |                     |                     |
|  |                          |  |                                                           | порядок Бобовоцветные                                     |                   |  |                                           |                                           | подсемейство Мотыльковые |  |  |  |                    | род Клевер  |  |  |  |  |                     |                     |
|  | отдел Цветковые растения |  |                                                           |                                                           | семейство Бобовые |  |                                           |                                           | триба Клеверные          |  |  |  | вид Клевер сходный |             |  |  |  |  |                     |                     |
|  | отдел Цветковые растения |  |                                                           |                                                           |                   |  |                                           |                                           |                          |  |  |  |                    |             |  |  |  |  |                     |                     |
|  |                          |  | ещё 45 порядков покрытосеменных (согласно Системе APG II) | ещё 45 порядков покрытосеменных (согласно Системе APG II) |                   |  |                                           | ещё 2 подсемейства                        | ещё 2 подсемейства       |  |  |  | ещё 5 родов        | ещё 5 родов |  |  |  |  |                     |                     |
|  |                          |  |                                                           | ещё 45 порядков покрытосеменных (согласно Системе APG II) |                   |  |                                           |                                           | ещё 2 подсемейства       |  |  |  |                    | ещё 5 родов |  |  |  |  |                     |                     |